# Protestantyzm w Ekwadorze
Choć katolicyzm jest w tym kraju nadal religią dominującą, obserwuje się obecnie gwałtowny rozwój wyznań protestanckich. Według Narodowego Instytutu Statystyk Ekwadoru w 2012 roku protestanci stanowili 11,3% społeczeństwa (ponad 1,5 miliona).
Główne misje protestanckie, kolejno przybywały do Ekwadoru:
- 1824 – Brytyjskie i Zagraniczne Towarzystwo Biblijne
- 1897 – Chrześcijański i Misyjny Sojusz (USA – 60 713 wiernych w 2000 roku, według Operation World)
- 1900 – Metodystyczny Kościół Episkopalny
- 1905 – Generalna Konferencja Adwentystów Dnia Siódmego (76 437 wiernych w 2011 roku[2])
- 1935 – Kościół Braci ("Church of the Brethren")
- 1950 – Południowa Konwencja Baptystów (18 000 wiernych w 2011 roku[3])
- 1953 – Wycliffe Bible Translators
- 1953 – Konferencja Generalna Kościoła Mennonitów
- 1956 – Kościół Poczwórnej Ewangelii (60 000 wiernych w 2000 roku, według Operation World)
- 1956 – Kościół Luterański Ekwadoru
- 1957 – Zjednoczony Kościół Zielonoświątkowy
- 1959 – Apostolski Kościół Imienia Jezus (66 000 członków w 2013 roku[4])
- 1960 – Kościół Anglikański (USA - Wielka Brytania)
- 1962 – Światowa Wspólnota Zborów Bożych (45 000 wiernych w 2000 roku, według Operation World)
- 1964 – Zjednoczony Kościół Ewangeliczny Ekwadoru
- 1965 – Campus Crusade for Christ
- 1966 – Trynitarny Zielonoświątkowy Kościół Boży ("Trinitarian Pentecostal Church of God")
- 1971 – Światowa Misja Kościoła Bożego (45 000 wiernych w 2000 roku, według Operation World)
- 1972 – Kościół Nazareński (35 000 wiernych w 2000 roku, według Operation World)
- 1972 – Światowe Baptystyczne Stowarzyszenie Misyjne
- 1975 – Międzynarodowe Stowarzyszenie Biblijne Baptystów
- 1975 – Kościół Prezbiteriański w Ameryce
- 1975 – Kościół Ewangelicko-Metodystyczny
- 1975 – Wolny Kościół Metodystyczny z Ameryki Północnej
- 1982 – Kościół Bożych Proroctw
- 1982 – Młodzież dla Jezusa (USA)
- 1985 – Chrystus dla Narodów ("Christ for the Nations")